# SSD Biancoscudati Padova
Società Sportiva Dilettantistica Biancoscudati Padova je italský fotbalový klub sídlící ve městě Padova. Klub byl založen v roce 2014 po zániku hlavního městského klubu Calcio Padova.

## Soupiska
Aktuální k datu: 23. prosince 2014
| Číslo |        | Pozice | Hráč                |
| ----- | ------ | ------ | ------------------- |
|       | Itálie | B      | Cristian Cicioni    |
|       | Srbsko | B      | Lazar Petkovic      |
|       | Itálie | B      | Marco Vanzato       |
|       | Itálie | O      | Simone Bragagnolo   |
|       | Itálie | O      | Fabio Busetto       |
|       | Itálie | O      | Alessandro Degrassi |
|       | Itálie | O      | Matteo Dionisi      |
|       | Itálie | O      | Daniel Niccolini    |
|       | Itálie | O      | Matteo Nichele      |
|       | Itálie | O      | Michael Salvadori   |
|       | Itálie | O      | Davide Sentinelli   |
|       | Dánsko | O      | Dan Thomassen       |
|       | Itálie | Z      | Sebastiano Aperi    |

| Číslo |              | Pozice | Hráč               |
| ----- | ------------ | ------ | ------------------ |
|       | Itálie       | Z      | Marco Cunico       |
|       | Švédsko      | Z      | Najafi Mattin      |
|       | Itálie       | Z      | Davide Mazzocco    |
|       | Itálie       | Z      | Matteo Montinaro   |
|       | Itálie       | Z      | Nicola Segato      |
|       | Itálie       | Ú      | Salvatore Amirante |
|       | Itálie       | Ú      | Elia Bruzzi        |
|       | Burkina Faso | Ú      | Salam Dené         |
|       | Argentina    | Ú      | Gustavo Ferretti   |
|       | Itálie       | Ú      | Marco Ilari        |
|       | Itálie       | Ú      | Nicola Petrilli    |
|       | Itálie       | Ú      | Filippo Pittarello |
|       | Slovinsko    | Ú      | Emil Zubin         |

## Umístění v jednotlivých sezonách
| Sezóny  | Liga            | Úroveň | Z | V | R | P | VG | OG | +/- | B | Pozice |
| ------- | --------------- | ------ | - | - | - | - | -- | -- | --- | - | ------ |
| 2014/15 | Serie D – sk. C | 4      |   |   |   |   |    |    |     |   |        |